# Matthias Warnig
 (juin 2021).
La mise en forme du texte ne suit pas les recommandations de Wikipédia : il faut le « wikifier ».
Les points d'amélioration suivants sont les cas les plus fréquents :
- Les titres sont pré-formatés par le logiciel. Ils ne sont ni en capitales, ni en gras.
- Le texte ne doit pas être écrit en capitales (les noms de famille non plus), ni en gras, ni en italique, ni en « petit »…
- Le gras n'est utilisé que pour surligner le titre de l'article dans l'introduction, une seule fois.
- L'italique est rarement utilisé : mots en langue étrangère, titres d'œuvres, noms de bateaux, etc.
- Les citations ne sont pas en italique mais en corps de texte normal. Elles sont entourées par des guillemets français : « et ».
- Les listes à puces sont à éviter, des paragraphes rédigés étant largement préférés. Les tableaux sont à réserver à la présentation de données structurées (résultats, etc.).
- Les appels de note de bas de page (petits chiffres en exposant, introduits par l'outil «  Source ») sont à placer entre la fin de phrase et le point final[comme ça].
- Les liens internes (vers d'autres articles de Wikipédia) sont à choisir avec parcimonie. Créez des liens vers des articles approfondissant le sujet. Les termes génériques sans rapport avec le sujet sont à éviter, ainsi que les répétitions de liens vers un même terme.
- Les liens externes sont à placer uniquement dans une section « Liens externes », à la fin de l'article. Ces liens sont à choisir avec parcimonie suivant les règles définies. Si un lien sert de source à l'article, son insertion dans le texte est à faire par les notes de bas de page.
- La présentation des références doit suivre les conventions bibliographiques. Il est recommandé d'utiliser les modèles {{Ouvrage}}, {{Chapitre}}, {{Article}}, {{Lien web}} et/ou {{Bibliographie}}. Le mode d'édition visuel peut mettre en forme automatiquement les références.
- Insérer une infobox (cadre d'informations à droite) n'est pas obligatoire pour parachever la mise en page.

Pour une aide détaillée, merci de consulter Aide:Wikification.
Si vous pensez que ces points ont été résolus, vous pouvez retirer ce bandeau et améliorer la mise en forme d'un autre article.
Matthias Warnig (né le 26 juillet 1955) est un ancien officier de la Stasi et actuellement directeur général de Nord Stream AG, société de construction et d'exploitation du gazoduc sous-marin Nord Stream.

## Biographie
Il est né le 26 juillet 1955 à Altdöbern, Basse-Lusace, Allemagne de l'Est.
En 1974, Matthias Warnig commence sa carrière à la Stasi, la police politique de l'Allemagne de l'Est communiste,. Warnig aurait travaillé avec Vladimir Poutine lorsque celui-ci était officier du KGB. Les deux hommes ont collaboré au recrutement de citoyens ouest-allemands pour le KGB. Warnig, cependant, a nié cela en disant qu'ils se sont rencontrés pour la première fois en 1991, lorsque Poutine était à la tête du comité des relations extérieures du bureau du maire de Saint-Pétersbourg,. Leur rencontre semble toutefois remonter au moins au 24 janvier 1989, lors d'une réunion entre le KGB et la Stasi, à Dresde.
Warnig avait apparemment espionné la Dresdner Bank AG en Allemagne de l'Ouest avant de commencer à travailler dans la banque.
La Dresdner Bank a tenté d'obtenir une licence d'exploitation bancaire à Saint-Pétersbourg, où Poutine était désormais chargé des relations économiques extérieures. Warnig a participé aux négociations. Le bureau a été ouvert en 1991 . Warnig est devenu président du conseil d'administration de Dresdner Bank ZAO, filiale de Dresdner Bank Russian. En 2004 et 2005, la banque a conseillé sur la vente forcée controversée des actifs de Yukos.
Entre 2012 et 2018, Warning a dirigé l'assemblée des actionnaires de Rusal, mais a été contraint de démissionner lorsque l'administration Trump a imposé des sanctions à l'entreprise en avril de la même année,.
En mai 2021, les États-Unis renoncent à appliquer des sanctions contre Matthias Warnig,.  Le département d'État américain considère Warnig comme un allié de Vladimir Poutine.